# Belyuen
Belyuen är en region i Australien. Den ligger i territoriet Northern Territory, omkring 19 kilometer sydväst om territoriets huvudstad Darwin. Antalet invånare är 213.
I omgivningarna runt Belyuen växer huvudsakligen savannskog. Trakten runt Belyuen är nära nog obefolkad, med mindre än två invånare per kvadratkilometer. Savannklimat råder i trakten. Genomsnittlig årsnederbörd är 1 845 millimeter. Den regnigaste månaden är januari, med i genomsnitt 505 mm nederbörd, och den torraste är augusti, med 1 mm nederbörd.